# Vitnäbbad bågnäbbsparadisfågel
Vitnäbbad bågnäbbsparadisfågel (Drepanornis bruijnii) är en fågel i familjen paradisfåglar inom ordningen tättingar

## Utseende och läte
Vitnäbbad bågnäbbsparadisfågel är en stor tätting med en lång och nedåtböjd ljus näbb. Ovansidan är brun med svart huvud och gråaktig bar hud bakom ögat. Hanen är svart på strupen och sidorna, med två små hornliknande tofsar på huvudet. Honan har ljus undersida med mörka tvärband, lik hona tolvtrådig paradisfågel och praktsköldparadisfågel, men har längre, tunnare och mer nedåtböjd näbb. Arten är ljudlig med många läten, bland annat en fallande serie med mörka visslingar, påminnande om en gråpoto.

## Utbredning och systematik
Fågeln förekommer i låglänta skogsområden på nordvästra Nya Guinea, från östra sidan av Cenderawasihbukten österut till västra delen av Sepikflodens avrinningsområde. Den behandlas som monotypisk, det vill säga att den inte delas in i några underarter.

## Status och hot
Arten har ett stort utbredningsområde, men tros minska i antal, dock inte tillräckligt kraftigt för att den ska betraktas som hotad. Internationella naturvårdsunionen IUCN listar arten som livskraftig (LC). Beståndet uppskattas till mellan 25 000 och 100 000 vuxna individer.